# Seljani (Nevesinje, BiH)
Seljani su naseljeno mjesto u općini Nevesinje, Republika Srpska, BiH.

## Povijest
U Seljanima se nalazi nekropola stećaka.
U Seljanima je podignuta grobljanska kapelica u čast sv. Ivana Krstitelja 1972. godine. Dao ju je podići župnik fra Oto Bilić. Crkvica je podignuta radom majstora Ivana Pavlovića sa Seljana i darom iseljenika iz Kanade. Podignuta je za mjesta: Kruševljane, Dramiševo, Seljane i Vranješinu. U velikosrpskoj agresiji 1992. godine teško je oštećena. Godine 2003. obnovljena i blagoslovljena zalaganjem i brigom vlč. don Luke Pavlovića i uz potporu dobročinitelja, a tada je i ograđeno mjesno groblje. Zvono za zvonik građen 2000-ih saliveno je u Innsbrucku 2007. godine. Novoizgrađeni toranj za zvono u groblju na Seljanima blagoslovljen je 10. lipnja 2007. godine.
Do rata su bili većinski hrvatsko selo. U Seljanima su danas gotovo sve katoličke kuće obnovljene, a u obnovi poslije rata uvedena je i električna energija.
Nakon potpisivanja Daytonskog mirovnog sporazuma izdvojeno je istoimeno naseljeno mjesto koje je pripalo općini Konjic koja je ušla u sastav Federacije BiH.

## Stanovništvo
| Seljani       |             |             |              |              |
| godina popisa | 1991.       | 1981.       | 1971.        | 1961.        |
| Hrvati        | 58 (58,00%) | 92 (50,55%) | 87 (39,73%)  | 86 (35,10%)  |
| Srbi          | 42 (42,00%) | 90 (49,45%) | 131 (59,82%) | 159 (64,90%) |
| Muslimani     | 0           | 0           | 0            | 0            |
| ostali        | 0           | 0           | 1 (0,45%)    | 0            |
| ukupno        | 100         | 182         | 219          | 245          |

### Popis 2013.
| Seljani            |            |
| godina popisa      | 2013.      |
| Hrvati             | 5 (50,00%) |
| Srbi               | 5 (50,00%) |
| Bošnjaci           | 0          |
| ostali i nepoznato | 0          |
| ukupno             | 10         |

## Vanjske poveznice
- Fondacija Ruđer Bošković Donja Hercegovina[neaktivna poveznica] Posjetili smo: selo Seljane u župi i općini Nevesinje, 10. ožujka 2007.
- Župa Uznesenja BDM, Nevesinje Ljepota Seljana u nedjelju, 27. lipnja 2010.
- Župa Uznesenja BDM, Nevesinje Sveta Misa na Seljanima, 20. lipnja 2010.
- Župa Uznesenja BDM, Nevesinje Seljani, 18. lipnja 2010.
- Župa Uznesenja BDM, Nevesinje Seljani - Sveta Misa 22. lipnja 2008.
- Župa Uznesenja BDM, Nevesinje Seljani - Sveta Misa 10. lipnja 2007.
- Župa Uznesenja BDM, Nevesinje Seljani - saniranje puta i gradnja mosta
- Župa Uznesenja BDM, Nevesinje Seljani - elektrifikacija sela